# Шуармучаш
Шуармуча́ш (рос. Шуармучаш, марій. Шуармучаш) — присілок у складі Совєтського району Марій Ел, Росія. Входить до складу Кужмаринського сільського поселення.
Стара назва — Шуар-Мучаш.

## Населення
Населення — 65 осіб (2010; 62 у 2002).
Національний склад (станом на 2002 рік):
- марі — 100 %